# Paul Bolya
 (juin 2017).
Si vous disposez d'ouvrages ou d'articles de référence ou si vous connaissez des sites web de qualité traitant du thème abordé ici, merci de compléter l'article en donnant les références utiles à sa vérifiabilité et en les liant à la section « Notes et références ».
Paul Bolya (né Bolya Ifekwa Lobok'été, né le 10 octobre 1924 à Bangala (province de l'Équateur) et mort en 2002, est un homme politique congolais et un des pères de l'indépendance du Congo avec Jean Bolikango, Patrice Lumumba, Joseph Kasavubu, Moïse Tshombé, Albert Kalonji, Cléophas Kamitatu, Essandja et Mbuta Daniel Kanza.

## Biographie
Paul Bolya est née le 10 octobre 1924 à Bangala, Équateur, Congo belge, du peuple Mongo. À Bamanya il a passé 6 ans à l'École Primaire des Missionnaires du Sacré-Cœur et 4 à l'École Normale des Freres des Ecoles Chretiennes, gradué en pédagogie. En 1948 il a été certifié assistant médical. Il a fait les cours des médecines à l'Institut de médecine tropicale d'Anvers et a été instructeur a l'École des Assistants médicaux de Léopoldville.

## Parcours politique
Juste avant l'indépendance, Paul Bolya après ses études médicales représenta le Congo à New Delhi en Inde à la première conférence des pays non-alignés, qui coïncida avec la création de l'OMS (Organisation mondiale de la santé). Paul Bolya crée le PNP (Parti national de progrès) qui, du fait de son allégeance aux intérêts belges, sera appelé par dérision « pene pene na mundele ». Le PNP prônait a continuité de la coopération avec les colons pour le transfert de la connaissance. Il fut marié à Clémentine Mpengo Itaka. Il est le père du journaliste congolais Olivier Israël Bolya et de l'écrivain Désiré Bolya Baenga mais également de la journaliste belge d'origine congolaise Cézarine Bolya Bongoi Sinatu. Bolya fut à plusieurs occasions ministre, sénateur, et député, dans les institutions congolaises. À l'arrivée de Laurent Désiré Kabila en 1997, il fut nommé vice-président de la cour constitutionnelle, organe créé pour préparer la création de la nouvelle constitution. L'ONG GMB qui lutte contre le paludisme fut créée par son fils Olivier Bolya lorsque son petit-fils Gabriel Madila Bolya mourut à la suite de complications de la malaria à Kinshasa en 2015.